# Свідки (телесеріал)
«Свідки» (англ. Eyewitness) — американський драматичний телесеріал. Прем'єра на телеканалі USA Network відбулася 16 жовтня 2016 року.  Є адаптацією норвезького серіалу Øyevitne.
1 березня 2017 року телеканал закрив серіал після одного сезону.

## Сюжет
Серіал зосереджується на романтичних стосунках двох хлопців-підлітків: Філіпом Шеем (Тайлер Янг) та Лукасом Вальденбеком (Джеймс Пакстон), після того, як вони стають свідками жорстокого потрійного вбивства в маленькому будиночку у лісі. Далі вони вирішують зберегти свої стосунки в таємниці, адже ніхто не повинен знати, що їх зв'язують не тільки дружні відносини.

## Головні персонажі
- Джуліан Ніколсон — шериф.
- Гелен Торранс — прийомна мати Філіпа.
- Тайлер Янг — Філіп Шей, сімнадцятирічний підліток. Через зловживання матір'ю наркотиків потрапив до прийомної сім'ї.
- Джеймс Пакстон — Лукас Вальденбек. Палко захоплюється мотокросом та планує стати відомим на весь світ гонщиком.
- Гіль Беллоуз — Гейб Колдвелл, ветеринар і чоловік Гелени. Прийомний батько Філіпа.
- Воррен Крісті — Раян Кейн, агент ФБР.
- Таттіянна Джонс — як Каміла Девіс, агент ФБР.

## Список серій
| № серії | Назва серії                                                   | Режисер(и)      | Сценарист(и)                   | Оригінальна дата показу | Глядачів US (млн) |
| ------- | ------------------------------------------------------------- | --------------- | ------------------------------ | ----------------------- | ----------------- |
| 1       | «Буффало '07» «Buffalo '07»                                   | Кетрін Хардвік  | Аді Хасак                      | 16 жовтня 2016          | 0.77              |
| 2       | «Благослови звіра і дітей» «Bless the Beast and the Children» | Кетрін Хардвік  | Аді Хасак                      | 23 жовтня 2016          | 0.63              |
| 3       | «Белла, Белла, Белла» «Bella, Bella, Bella»                   | Скотт Пітерс    | Аді Хасак и Енджел Дін Лопез   | 30 жовтня 2016          | 0.56              |
| 4       | «Крем-брюле» «Crème Brulée»                                   | Скотт Пітерс    | Аді Хасак і Самір Мехта        | 6 листопада 2016        | 0.57              |
| 5       | «Лілі» «The Lilies»                                           | Келлі Макін     | Енджел Дін Лопез і Самір Мехта | 13 листопада 2016       | 0.61              |
| 6       | «Жовтий диван» «The Yellow Couch»                             | Келлі Макинін   | Самір Мехта                    | 20 листопада 2016       | 0.62              |
| 7       | «Вони брехали» «They Lied»                                    | Роберт Ліберман | Енджел Дін Лопез               | 27 листопада 2016       | 0.61              |
| 8       | «Собака Ларсонів» «The Larsons' Dog»                          | Роберт Ліберман | Аді Хасак і Самір Мехта        | 4 грудня 2016           | 0.64              |
| 9       | «Невідомий спаситель» «Savior Unknown»                        | Скотт Пітерс    | Аді Хасак і Дженіфер Коте      | 11 грудня 2016          | 0.64              |
| 10      | «День матері» «Mother's Day»                                  | Скотт Пітерс    | Аді Хасак і Кендал Маккінон    | 18 грудня 2016          | 0.74              |